# گارارو
گارارو (به پرتغالی: Gararu) یک منطقهٔ مسکونی در برزیل است که در سرژیپه واقع شده‌است. گارارو ۶۵۴٫۴ کیلومتر مربع مساحت و ۱۱٬۶۰۱ نفر جمعیت دارد.